# Hrabstwo Hastings
Hrabstwo Hastings (ang. Hastings County) – jednostka administracyjna kanadyjskiej prowincji Ontario leżąca na południu prowincji.
Hrabstwo ma 130 474 mieszkańców. Język angielski jest językiem ojczystym dla 92,1%, francuski dla 2,3% mieszkańców (2006).
W skład hrabstwa wchodzą:
- miasto (town) Bancroft
- kanton Carlow-Mayo
- gmina Centre Hastings
- miasto (town) Deseronto
- kanton Faraday
- gmina Hastings Highlands
- kanton Limerick
- kanton Madoc
- gmina Marmora
- kanton Stirling-Rawdon
- kanton Tudor and Cashel
- gmina Tweed
- kanton Tyendinaga
- kanton Wollaston

Na potrzeby statystyk miasta (city) Belleville oraz Quinte West wliczane są do hrabstwa Hastings, nie są jednak przez nie zarządzane.